# 明日ヶ谷川
明日ヶ谷川（あすかだにがわ）は、京都府南丹市日吉町佐々江の明日ヶ谷を流れる淀川三次支流の準用河川である。明日ヶ谷川の流域集落は、村中が展示場と化す恒例イベント「佐々江芸術さんぽ」の会場になっている。

## 地理
明日ヶ谷川は日吉町佐々江と生畑の境にある明日ヶ岳の佐々江峠から流れ出し、日吉町佐々江明日ケ谷を準用河川の起点に、京都府道443号佐々江京北線の明日ヶ谷に沿って北西に流れ、日吉町佐々江キド田で田原川の左岸に流入する。
護岸は一部舗装されているが、ほとんどが野積の石垣や土羽、川底は未舗装で、水質階級I（きれいな水）の指標生物であるサワガニやカワゲラ類、アミカ類が生息している。明日ヶ谷の岩屋付近には、山野草愛好家に人気のあるクリンソウが自生している。

## 流域の村
南丹市
- 日吉町
  - 五ヶ荘地域
    - 佐々江
      - 中佐々江

## 主な支流
- 古屋谷川

## 地名の由来
明日ヶ谷峠は、周山村（現在京都市右京区）の漆谷村（うるしたに）・矢代中村（やしろなか）と、佐々江村を繋げる峠道であった。
安楽寺（佐々江大石谷）の祐芳和尚の話として「昔、佐々江から熊田（くまた）へと越える峠道は、高くグネグネと曲りくねって遠かったので、一晩泊まって明日にしなさいということから、明日ヶ谷と言われるようになった」と伝えられている。そのため、昔は旅館や茶屋・店屋が多く立ち並んでおり、一夜の泊りで夜遊びして金銭を使い果たしては、帰るに帰れず自殺しこの地で無縁仏になった旅人もいたらしい。

## 流域にある施設
- 節恵庵

## 流域にある史跡
- 佐々江峠地蔵尊[6]
- 明日ヶ谷城跡[7]

## 伝承
- みこし岩の大鯰[8][9]
明日ヶ谷の神社から五丁（約545m）程の所に「みこし岩」という岩がある。昔、明日ヶ谷の神社の祭が行われた時、神輿をこの岩の上で休ませた。ところが岩の下に棲む大鯰が神輿が重いと怒り、大暴れした。すると暴風雨が起こり、神輿は流されてしまったが、川下の田原村で拾われた。そのため、田原の多治神社には神輿が2基あるという。